# Iloczyn zdarzeń
Iloczyn zdarzeń – zdarzenie losowe polegające na tym, że kilka zdarzeń losowych zaszło równocześnie.
Zdarzenia losowe są zbiorami, zatem iloczyn zdarzeń jest zwyczajnym iloczynem zbiorów oraz jest, podobnie jak iloczyn zbiorów, oznaczany symbolem {\displaystyle \cap .}

## Przykład
Niech w rzucie kostką zdarzenie {\displaystyle A} oznacza wyrzucenie parzystej liczby oczek, a zdarzenie {\displaystyle B} wyrzucenie liczby oczek, która jest liczbą pierwszą. Iloczynem zdarzeń {\displaystyle A} i {\displaystyle B} jest zdarzenie polegające na wyrzuceniu parzystej liczby oczek, która jednocześnie jest liczbą pierwszą, sprowadza się więc do zdarzenia polegającego na wyrzuceniu dwóch oczek.